# 贺纥
贺纥（?—?），代人，胡姓贺兰氏，胡名纥伏，贺兰部酋长。

## 生平
贺纥的祖先世代是贺兰部的酋长，四方依附的部落有数十部。贺纥有协助拓跋部的功勋，娶追尊魏平文帝拓跋郁律的女儿。

## 研究
包头博物馆研究员杨建林和张海斌认为，魏平文帝拓跋郁律于316年至321年在位，在拓跋郁律的领导下，拓拔联盟西取乌孙故地，东并勿吉以西地区，一时雄于北方。贺兰部大概在此时加入拓拔联盟，此后一直与拓跋郁律一系保持着联姻关系。

## 家庭

### 子女
- 贺野干，东部大人
- 贺某，北魏北新公贺悦之父